# Berserk of Gluttony
Berserk of Gluttony (暴食のベルセルク ～俺だけレベルという概念を突破する～?, Bōshoku no beruseruku ore dake reberu to iu gainen wo toppa suru, lett. "Berserk dell'ingordigia: colui che supera il concetto di livello") è una serie di light novel scritta da Ichika Isshiki e illustrata da Fame, inizialmente pubblicata sul sito web Shōsetsuka ni narō dal 24 gennaio 2017. Successivamente l'editore Micro Magazine ha acquistato i diritti della serie iniziando a pubblicarla in formato light novel a partire dal 30 novembre 2017 sotto l'etichetta GC Novels. Un adattamento manga, disegnato da Daisuke Takino, ha iniziato la serializzazione il 1º marzo 2018 sulla rivista digitale Comic Ride della casa editrice Micro Magazine. Un adattamento anime, prodotto dallo studio A.C.G.T, è stato trasmesso dal 4 ottobre al 20 dicembre 2023. Crunchyroll distribuisce la serie in versione sottotitolata in vari Paesi del mondo, tra cui l'Italia.

## Trama
Fate Graphite lavora come guardia per una famiglia nobile, ma viene umiliato continuamente poiché in un mondo in cui le abilità personali sono tutto, non possiede alcun talento. La sua abilità "gola" (gluttony) ha tuttavia un'attivazione segreta che gli permette di diventare più forte assorbendo altre abilità, e lo scopre casualmente dopo aver sconfitto alcuni banditi che stavano attaccando la città.
Da qui inizia la sua avventura per diventare più forte, vendicarsi di coloro che lo hanno umiliato, e proteggere le persone a lui care come Roxy. Strada facendo, scopre un oscuro complotto che coinvolge le sue stesse abilità, i suoi amici e il lignaggio della sua stessa famiglia.

## Personaggi
Fate Graphite (フェイト・グラファイト?, Feito Gurafaito)
Doppiato da: Ryōta Ōsaka
Greed (グリード?, Gurīdo)
Doppiato da: Tomokazu Seki
Roxy (ロキシー?, Rokishī)
Doppiata da: Hisako Tōjō
Myne (マイン?, Main)
Doppiata da: Misato Matsuoka
Ellis (エリス?, Erisu)
Doppiata da: Hitomi Sekine

## Media

### Light novel
La serie di Berserk of Gluttony è scritta da Ichika Isshiki ed è stata originariamente pubblicata sul sito web di romanzi amatoriali Shōsetsuka ni narō dal 24 gennaio 2017 al 24 marzo 2022 per un totale di 218 capitoli e successivamente è stata trasferita su Kakuyomu. La casa editrice Micro Magazine ha acquistato i diritti della serie e ha iniziato a pubblicarla sotto l'etichetta GC Novels e con le illustrazioni di Fame a partire dal 30 novembre 2017. Al 28 ottobre 2022 i volumi totali ammontano a 8.
In Italia la serie è stata annunciata da Ishi Publishing il 10 luglio 2023 e viene pubblicata a partire dal 26 ottobre 2023.
| Nº | Data di prima pubblicazione | Data di prima pubblicazione | Data di prima pubblicazione | Data di prima pubblicazione |
| Nº | Giapponese                  | Giapponese                  | Italiano                    | Italiano                    |
| -- | --------------------------- | --------------------------- | --------------------------- | --------------------------- |
| 1  | 30 novembre 2017            | ISBN 978-4-89637-672-2      | 26 ottobre 2023             | ISBN 979-12-81316-37-9      |
| 2  | 28 aprile 2018              | ISBN 978-4-89637-745-3      | 1º agosto 2024              | ISBN 979-12-81316-38-6      |
| 3  | 28 settembre 2018           | ISBN 978-4-89637-818-4      | 2025                        | ISBN 979-12-81316-39-3      |
| 4  | 27 aprile 2019              | ISBN 978-4-89637-876-4      | —                           | —                           |
| 5  | 31 luglio 2019              | ISBN 978-4-89637-906-8      | —                           | —                           |
| 6  | 26 dicembre 2019            | ISBN 978-4-89637-955-6      | —                           | —                           |
| 7  | 31 agosto 2020              | ISBN 978-4-86716-045-9      | —                           | —                           |
| 8  | 28 ottobre 2022             | ISBN 978-4-86716-356-6      | —                           | —                           |

### Manga
Un adattamento manga, disegnato da Daisuke Takino, ha debuttato sulla rivista online Comic Ride di Micro Magazine il 1º marzo 2018. I capitoli vengono raccolti in volumi tankōbon a partire dal 28 settembre 2018. Al 27 febbraio 2025 i volumi totali pubblicati ammontano a 13.
In Italia la serie è stata annunciata da Ishi Publishing il 10 luglio 2023 e viene pubblicata a partire dal 26 ottobre 2023.
| Nº | Data di prima pubblicazione | Data di prima pubblicazione | Data di prima pubblicazione | Data di prima pubblicazione                                                |
| Nº | Giapponese                  | Giapponese                  | Italiano                    | Italiano                                                                   |
| -- | --------------------------- | --------------------------- | --------------------------- | -------------------------------------------------------------------------- |
| 1  | 28 settembre 2018           | ISBN 978-4-89637-822-1      | 26 ottobre 2023             | ISBN 979-12-81316-32-4 (ed. regolare) ISBN 979-12-81316-33-1 (ed. Variant) |
| 2  | 28 febbraio 2019            | ISBN 978-4-89637-858-0      | 18 gennaio 2024             | ISBN 979-12-81316-34-8                                                     |
| 3  | 28 luglio 2019              | ISBN 978-4-89637-904-4      | 11 aprile 2024              | ISBN 979-12-81316-35-5                                                     |
| 4  | 30 gennaio 2020             | ISBN 978-4-89637-978-5      | 4 luglio 2024               | ISBN 979-12-81316-36-2                                                     |
| 5  | 30 giugno 2020              | ISBN 978-4-86716-026-8      | 28 febbraio 2025            | ISBN 979-12-81316-86-7                                                     |
| 6  | 30 novembre 2020            | ISBN 978-4-86716-087-9      | 2025                        | ISBN 979-12-81316-95-9                                                     |
| 7  | 29 giugno 2021              | ISBN 978-4-86716-153-1      | —                           | —                                                                          |
| 8  | 25 dicembre 2021            | ISBN 978-4-86716-223-1      | —                           | —                                                                          |
| 9  | 31 ottobre 2022             | ISBN 978-4-86716-351-1      | —                           | —                                                                          |
| 10 | 27 aprile 2023              | ISBN 978-4-86716-417-4      | —                           | —                                                                          |
| 11 | 31 ottobre 2023             | ISBN 978-4-86716-485-3      | —                           | —                                                                          |
| 12 | 31 luglio 2024              | ISBN 978-4-86716-609-3      | —                           | —                                                                          |
| 13 | 27 febbraio 2025            | ISBN 978-4-86716-715-1      | —                           | —                                                                          |
| 14 | 29 settembre 2025           | ISBN 978-4-86716-838-7      | —                           | —                                                                          |

### Anime

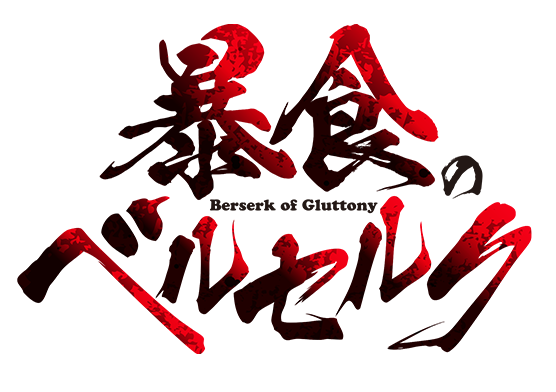
Logo della serie

Ad ottobre 2022, è stato annunciato che la serie avrebbe ricevuto un adattamento anime. La serie è animata da A.C.G.T e diretta da Tetsuya Yanagisawa, con la sceneggiatura supervisionata da Mariko Kunisawa e il character design di Takafumi Furusawa. Sia la sigla di apertura, Jekyll & Hyde, che la sigla di chiusura Ao no genseki?, 青の原石, sono cantate da EverdreaM. La serie è stata trasmessa in Giappone dal 4 ottobre al 20 dicembre 2023 su Tokyo MX, SUN e BS11. I diritti per la distribuzione al di fuori dell'Asia sono stati acquistati da Crunchyroll che ha trasmesso la serie in simulcast in versione sottotitolata in vari Paesi del mondo, tra cui l'Italia. Su alcuni servizi di streaming quali U-Next e Crunchyroll la serie è stata pubblicata in anteprima dal 1º ottobre al 17 dicembre 2023.

#### Episodi
| Nº | Titolo italiano Giapponese 「Kanji」 - Rōmaji                        | In onda          | In onda |
| Nº | Titolo italiano Giapponese 「Kanji」 - Rōmaji                        | Giapponese       |         |
| 1  | Quelli che non hanno niente 「持たざる者」 - Motazarumono            | 4 ottobre 2023   |         |
| 2  | Fame Potenziata 「飢餓ブースト」 - Kiga Būsuto                       | 11 ottobre 2023  |         |
| 3  | L'ispezione di Roxy 「ロキシーの視察」 - Rokishī no Shisatsu         | 18 ottobre 2023  |         |
| 4  | Il mostro con la corona 「冠魔物」 - Kanmuri mamono                  | 25 ottobre 2023  |         |
| 5  | Verso la Galia 「ガリアへ」 - Garia e                                | 1º novembre 2023 |         |
| 6  | La ragazza dell'Ira 「憤怒の少女」 - Fundo no shōjo                  | 8 novembre 2023  |         |
| 7  | Lo spadaccino del crepuscolo 「黄昏の騎士」 - Tasogare no kishi      | 15 novembre 2023 |         |
| 8  | Il villaggio dei ricordi perduti 「忘却の村」 - Bōkyaku no mura      | 22 novembre 2023 |         |
| 9  | La guardiana della Lussuria 「色欲の守護者」 - Shikiyoku no shugosha | 29 novembre 2023 |         |
| 10 | Trappola 「罠」 - Wana                                               | 6 dicembre 2023  |         |
| 11 | Death March 「死の行進」 - Shi no kōshin                             | 13 dicembre 2023 |         |
| 12 | Divorare 「喰い尽くす」 - Kuitsukusu                                 | 20 dicembre 2023 |         |